# Bob l'éponge : Bataille pour Bikini Bottom - Réhydraté

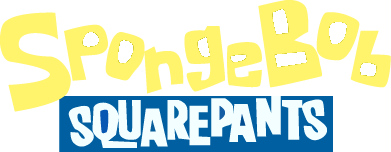
Logo officiel

Bob l'éponge : Bataille pour Bikini Bottom - Réhydraté (SpongeBob SquarePants: Battle for Bikini Bottom - Rehydrated) est un jeu de plateforme, basé sur la série animée Nickelodeon Bob l'éponge, sorti en 2020.
Il s'agit d'un remake des versions console de Bob l'éponge : Bataille pour Bikini Bottom (2003) de Heavy Iron Studios, développé par Purple Lamp Studios et publié par THQ Nordic pour Microsoft Windows, Nintendo Switch, PlayStation 4, Xbox One et Stadia. C'est le premier jeu majeur de la série depuis SpongeBob HeroPants (en) (2015).
Le jeu a reçu des critiques mitigées.

## Doublage
| Personnage            | Voix anglais       | Voix Français      |
| --------------------- | ------------------ | ------------------ |
| Bob l'éponge          | Tom Kenny          | Sébastien Desjours |
| Patrick Étoile de mer | Bill Fagerbakke    | Boris Rehlinger    |
| Sandy Écureuil        | Carolyn Lawrence   | Hélène Chanson     |
| Madame Puff           | Mary Jo Catlett    | Hélène Chanson     |
| Carlo Tentacule       | Rodger Bumpass     | Michel Mella       |
| M. Krabs              | Joe Whyte*         | Michel Bedetti     |
| Plankton              | Doug Lawrence      | Michel Bedetti     |
| Larry le Homard       | Doug Lawrence      | Michel Bedetti     |
| Le Hollandais volant  | Brian Doyle-Murray | Paul Borne         |
| Marcel Bubulle        | Brad Abrell        | Renaud Marx        |
| Bernard l'Hermite     | Tim Conway         | Renaud Marx        |
| L'Homme Sirène        | Joe Whyte*         | Michel Bedetti     |
| Crevette              | Doug Lawrence      | Damien Ferrette    |
| T. McTrout            | Doug Lawrence      | Laurent Morteau    |
| Roi Neptune           | John O'Hurley      | ?                  |

(*) Clancy Brown ne revient pas sur M. Krabs et Ernest Borgnine ne revient pas sur l'Homme Sirène, en raison de sa mort en 2012, dans ce remake. Ils sont remplacés par Joe Whyte dont les dialogues sont recyclés à partir du jeu original de 2003.